# Kennedy Ugoala Nwanganga
Kennedy Ugoala Nwanganga (Aba, 15 agosto 1990) è un calciatore nigeriano, centrocampista del KVK Beringen.

## Carriera

### Club
Il 24 agosto 2017 viene acquistato a titolo definitivo dalla squadra albanese del Kamza.

## Palmarès

### Club

#### Competizioni nazionali
- Campionato belga: 1

Genk: 2010-2011
- Coppa di Finlandia: 1

Inter Turku: 2009